# Elaphocera lajonquierei
Elaphocera lajonquierei es una especie de coleóptero de la familia Scarabaeidae.

## Distribución geográfica
Habita en la España peninsular.